# 热努耶
热努耶（法語：Genouillé，法語發音：[ʒənuje]）是法国滨海夏朗德省的一个市镇，位于该省中北部，属于罗什福尔区。

## 地理
热努耶（46°1'21"N, 0°47'7"W）面积34.41 平方千米，位于法国新阿基坦大区滨海夏朗德省，该省份为法国西部滨海省份，北起旺代省，西临大西洋，南至吉倫特省，东南接多爾多涅省，东北接德塞夫勒省接壤，东临夏朗德省。
与热努耶接壤的市镇（或旧市镇、城区）包括：阿讷宰、莫拉涅、米龙、圣克雷潘、托奈夏朗德、拉德维斯、圣皮埃尔拉努。

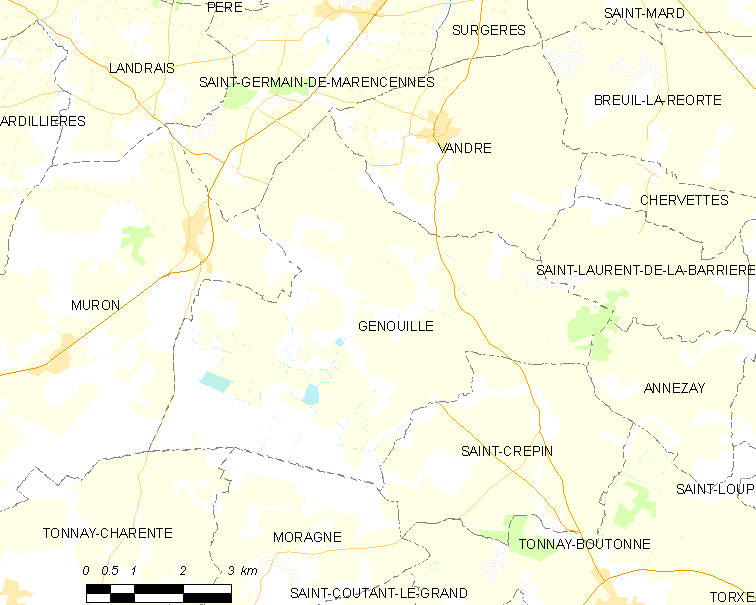
热努耶的OSM定位图

热努耶的时区为UTC+01:00、UTC+02:00（夏令时）。

## 行政
热努耶的邮政编码为17430，INSEE市镇编码为17174。

## 政治
热努耶所属的省级选区为托奈夏朗德县。

## 人口

1962-2008年间热努耶人口变化图示

热努耶于2022年1月1日时的人口数量为889人。